# Navalia
Navalia bezeichnete bei den Römern sowohl Schiffshäuser als auch Werftanlagen.

## Werften
Bei den Griechen waren Werften private Schiffsbauunternehmen (ναυπήγια), die im Wesentlichen Handelsschiffe bauten. Auch Aufträge für den Bau von Kriegsschiffen wurden vom Staat an solche Werften vergeben.
Bei den Römern gab es zumindest zeitweise staatliche Kriegswerften (eigentlich „Helling“), so etwa beim Bau der Flotte des Agrippa 37 v. Chr. in Portus Iulius in der Bucht von Misenum. Auch bei den später angelegten Kriegshäfen Misenum und Classis bei Ravenna waren Werftanlagen vorhanden.

## Schiffshäuser
Die Schiffshäuser (altgriechisch νεώρια) werden bei den Griechen erstmals von Herodot (3.45.4) erwähnt. Ursprünglich Holzbauten für jeweils ein Schiff, später Steinbauten mit boxenartig nebeneinander liegenden Räumen für jeweils ein bis zwei Schiffe. Die Breite eines solchen Gelasses (νεώροικος) orientierte sich an den größeren Schiffen (Breite etwa 6,5 m, Länge etwa 40 m in Athen, 20 m in Pyrrha auf Lesbos). Die Schiffe wurden über ein flach aus dem Wasser steigende Rampe auf das Trockene gezogen.
Navalia muss es in allen Häfen gegeben haben, in denen Kriegsschiffe dauerhaft stationiert waren. 
In ihnen konnten die Kriegsschiffe über längere Zeiträume aufbewahrt werden, wenn der Friede sehr lange währte, mussten sie erst mit einigem Aufwand wieder seetüchtig gemacht werden. Für Handelsschiffe gab es daher keine Navalia, da diese nicht über längere Zeit stillgelegt wurden.
Die Römer haben an der Architektur und der Organisation nichts Wesentliches mehr geändert, wie anhand von Gemälden und Münzen erkennbar ist.

## Skeuotheken
Die zu den Navalia gehörigen Zeughäuser (σκευοθήκη) bezeichnete man als Skeuothek. Bekanntestes Gebäude dieser Art ist die Skeuothek des Philon in Piräus. Weitere Skeuotheken sind aus Milet und Pergamon überliefert.